# Sidney Thomas

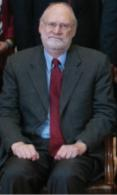
Juiz Federal Sidney Runyan Thomas

Sidney Runyan Thomas (Bozeman, 4 de agosto de 1963) é o juiz federal da Corte de Apelações para o Nono Circuito dos Estados Unidos.
Thomas obteve o grau de Juris Doctor pela Universidade de Montana, e fez carreira na advocacia privada antes de ser indicado por Bill Clinton para o a Corte de Apelações para o Nono Circuito em 1995. O Congresso dos EUA aprovou a nomeação a 2 de janeiro de 1996.
Thomas é considerado um dos principais candidatos a uma nomeação para a Suprema Corte dos EUA, no governo de Barack H. Obama. Thomas é considerado um progressista, e recebe por isso a predileção do Partido Democrata.